# Drezden
Drezden — электронный музыкальный проект Сергея Михалка, образованный в 2018 году.

## История
19 февраля 2018 года появилась информация о том, что Сергей Михалок, лидер Brutto и ряда других групп, организовывает новый электронный проект, для формирования ядра которого он уже заручился поддержкой гитариста «Океана Ельзи» Владимира Опсеницы и продюсера Виталия Телезина. По словам Михалка, он всегда был поклонником новой волны, в частности немецкой новой волны, и таил мечту создать свою группу в этом жанре.
Группа получила название Drezden. Название группы происходит от русского произношения названия города Дрезден в Германии, в котором в 1972 году родился фронтмен Сергей Михалок. Вместе с анонсом создания коллектива была начата работа над одноимённым дебютным альбомом группы, выпуск которого состоялся 30 августа 2018 года на лейбле «Союз Мьюзик». В тот же день вышел и клип на заглавный трек диска «Drezden».
Сам альбом Drezden получил смешанную прессу, а критики не могли избавиться от навязчивых музыкально-стилистических ассоциаций с другими проектами Михалка: Brutto, «Ляписом Трубецким», «Ляписом-98». Всего с пластинки было выпущено 4 сингла («Drezden», «Ронин», «Айсберг», «Коалы»), на которые также были сняты клипы.
Одновременно с выпуском в свет дебютного альбома было объявлено, что группа уже приступила к записи второго. Осенью 2018 года состав коллектива пополнили клавишник Павел Михалок (сын Сергея Михалка и участник Super Besse), басист Алесь-Франтишек Мышкевич, известный по выступлениям в группах «Ляпис-98», «J:Морс», «Без билета» и «Крамбамбуля», гитарист Павел Величко из Yellow Brick Road и барабанщик «Без билета» Денис Шуров, уже сотрудничавший с Михалком в группах Brutto, «Ляпис-98» и «Ляпис Трубецкой».
14 ноября 2019 года вышел клип на песню «Эдельвейс» с готовящегося нового альбома. Режиссёром клипа стала минский фотограф Каролина Полякова. В съёмках видео приняла участие жена Сергея Михалка актриса Светлана Зеленковская. Сам альбом «Эдельвейс» вышел 3 декабря. Было объявлено, что зимой 2020 года начнутся концертные выступления. 19 января состоялся концерт во Львове. Это было первое живое выступление группы. 23 февраля группа выступила в Минске, а 28 февраля в Киеве. Запланированный на 13 марта концерт в Харькове был отменён из-за начавшейся пандемии коронавируса. 19 мая состоялась премьера футуристического клипа на вторую песню с альбома «Эдельвейс» «Давида олень». Режиссёром выступил Владимир Нефёдов. Съёмки проходили в Лос-Анджелесе.
18 декабря 2020 года вышел клип на новую песню «Barrikado». Песня и видео навеяны событиями происходящими в это время в Белоруссии. 1 сентября 2021 года вышла новая песня «Гильотина» из готовящегося третьего альбома. В клипе анимированному человеку снится кошмар о беспощадной «гильотине времени». 18 февраля 2022 года состоялась премьера композиции «Молодость и радость». Песня представляет собой переосмысление в электронном ключе песни «12 обезьян» группы «Ляпис Трубецкой». Видео представляет собой коллаж, созданный в том числе и из фотографий Сергея Михалка.

## Участники
- Сергей Михалок — вокал, идеи, автор (2018 — наши дни)
- Владимир Опсеница — гитара, клавишные, сэмплы, музыка, автор (2018 — наши дни)

Гастрольные участники
- Павел Михалок — клавишные (2018 — наши дни)
- Алесь-Франтишек Мышкевич — бас-гитара (2018 — наши дни)
- Павел Величко — гитара (2018 — наши дни)
- Денис Шуров — ударные (2018 — наши дни)

Производство
- Виталий Телезин — саунд-продюсер (2018 — наши дни)

## Дискография

### Студийные альбомы
- Drezden (30 августа 2018 года)
- Эдельвейс (3 декабря 2019 года)

### Видеоклипы
- 2018 — Drezden
- 2018 — Ронин
- 2019 — Айсберг
- 2019 — Коалы
- 2019 — Эдельвейс
- 2020 — Давида олень
- 2020 — Barrikado
- 2021 — Гильотина
- 2022 — Молодость и радость